# Google (tražilica)
Google je internetska tražilica u vlasništvu tvrtke Google LLC te je najkorištenija tražilica na internetu. Osnovala su je dva studenta, Larry Page i Sergey Brin 1997. godine. Googleova misija je, kako kažu, organizirati informacije svijeta te ih učiniti korisnima.
Google je potaknuo i lavinu jednostavnog, ali i funkcionalnog web dizajna; njihove stranice su jednostavno dizajnirane, a opet veoma atraktivne. Zanimljivo je reći kako je Google po prvi put pretraživao pomoću tada jednistvena sustava posjećenosti korisnika. Dakle, što je neka stranica bila više posjećena, to se ona nalazila više pri vrhu kada ste htjeli naći pojam koji se nalazi na toj stranici. Danas se većina velikih pretraživača koristi tom tehnikom.
No, Google nije ostao samo tražilica; svoju je djelatnost proširio i na newsgrupe stvorivši Google Groups. Google Groups je najveća arhiva poruka napisanih na Usenetu koja sadrži oko 900 milijuna poruka napisanih diljem svijeta. Nadalje, za oglašivače tu su Google Adwords i Adsense, nedavno je uveden i Google mail (Gmail), a spomenimo još i Google vijesti. Ovo su samo neke od Googleovih podružnica.
Još jedna zanimljivost u svezi Googlea je i sigurnost njihovih stranica. Naime, otkad postoji, hakeri su uspjeli srušiti samo jednu Googleovu stranicu – servis za organizaciju digitalnih fotografija, Picasa.

## Poveznice
- Google AdSense
- Google AdWords
- Google mail
- Google Play
- Google Sitemaps
- Google knjige
- Google Chrome
- Google disk
- Google Maps
- Google Earth
- Android
- YouTube

## Vanjske poveznice
- Google
- Android
- YouTube